# 金井滋直
金井 滋直（かない しげなお、1887年（明治20年）2月1日 - 1979年（昭和54年）12月3日）は、日本の実業家。興国人絹パルプ社長を務めた。

## 来歴・人物
埼玉県大里郡大寄村（のちの深谷市）生まれ。旧制群馬県立前橋中学校（のちの群馬県立前橋高等学校）を経て、1911年東京高等商業学校（のちの一橋大学）卒業、東洋生命保険入社。同社業務部長、同社総務部長を経て、1931年同社常務。1936年日本曹達常務。1937年日曹人絹パルプ常務。1941年興国人絹パルプ（のちの興人）社長。1946年山陽パルプ発起人。同年同社取締役。1949年マードック賞受賞。1953年矢野恒太記念会理事。1955年経済審議会委員。1960年興国人絹パルプ相談役。1966年勲三等瑞宝章受章。ニッポン放送取締役、経団連常務理事、日経連常務理事、竜門社常務理事なども歴任した。

## 親族
妻のいねは尾高次郎の次女。祖父の金井元治は元大寄村村長で渋沢栄一と親交が深かった。